# Leonhard Oesterle
Leonhard Friedrich Oesterle (* 3. März 1915 in Bietigheim-Bissingen; † 7. November 2009 in Toronto) war ein kanadischer Bildhauer, Zeichner und Kunstlehrer deutscher Herkunft.
Als zeitweiliger Anhänger der Kommunistischen Partei und wegen politischer Widerstandsaktivitäten wurde er 1935 in Stuttgart verhaftet und verbrachte in der Zeit des Nationalsozialismus fast neun Jahre im Gefängnis und in verschiedenen Konzentrationslagern.

## Leben

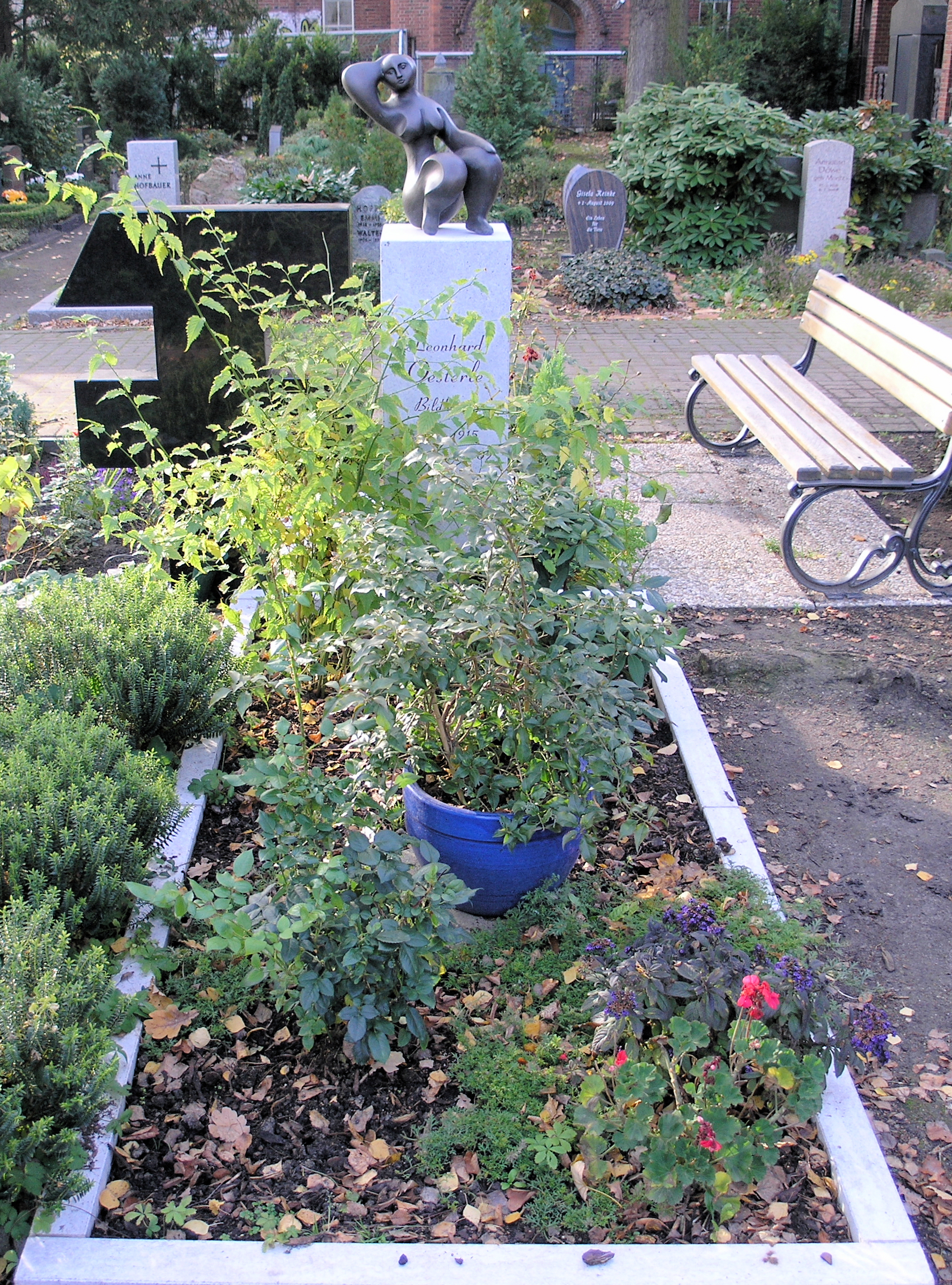
Das Grab Oesterles auf dem Städtischen Friedhof Berlin-Friedenau, hier noch mit der Skulptur „Sitzende“, Bronze (49 cm), 1991, die im Herbst 2015 gestohlen wurde.

Der 1915 in Bietigheim-Bissingen als Sohn einer Arbeiterfamilie geborene Oesterle agierte für die im nationalsozialistischen Deutschland 1933 verbotene KPD als Mittelsmann und Schriftkurier zwischen der Partei und einer im Untergrund tätigen Widerstandsgruppe des verbotenen Kommunistischen Jugendverbands (KJVD), die Stuttgarter Gruppe G um Hans Gasparitsch, die Flugblätter verteilte und Anti-Hitler-Parolen an Wänden und Denkmälern anbrachte. In Zusammenhang mit einer ihrer Aktionen im Frühjahr 1935, bei der die meisten Mitglieder verhaftet wurden, wurde Oesterle von eigenen Leuten denunziert, in Stuttgart von der Gestapo festgenommen und am 14. Oktober 1936 wegen „Vorbereitung zum Hochverrat“ zu fünf Jahren Zuchthaus mit anschließender Schutzhaft verurteilt.

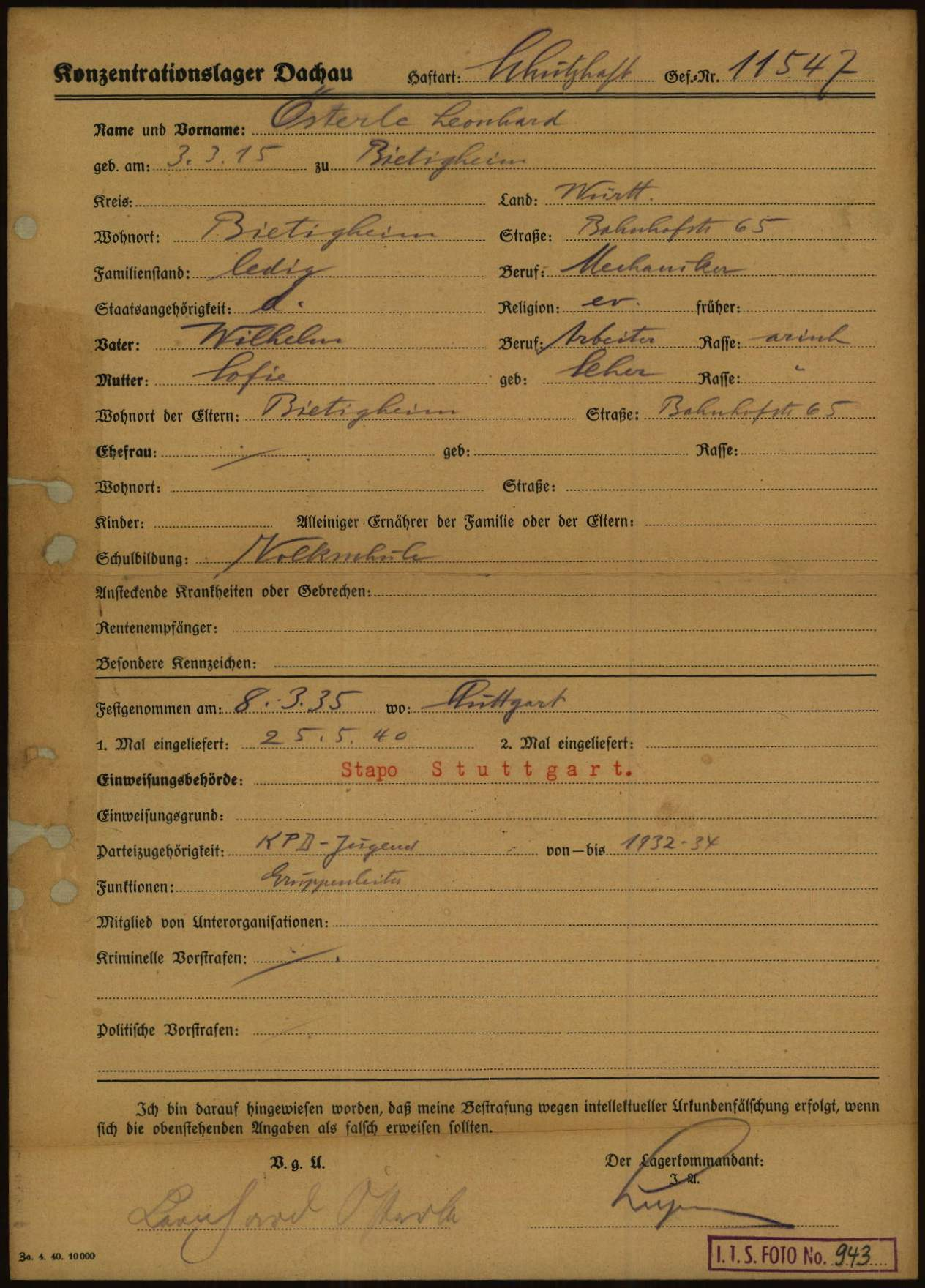
Häftlingspersonalbogen von Leonhard Oesterle, KZ Dachau, Aufnahmedatum („1. Mal eingeliefert“): 25. Mai 1940

Seine Haftstrafe trat Oesterle im Gefängnis Ludwigsburg an und wurde im August 1938 als Arbeitshäftling in Arbeitskommandos in Zweibrücken (Panzersperren für den Westwall), danach zum Straßenbau im Böhmerwald (Bayerische Ostmarkstraße) und schließlich in das Strafgefangenen- und Arbeitslager Börgermoor überstellt. Nach Verbüßung der fünfjährigen Haft kam er 1940 in Schutzhaft: zunächst in das Schutzhaftlager Welzheim und am 25. Mai 1940 in das Konzentrationslager Dachau (Häftlingsnummer 11547), wo er anfangs dem Kommando unter Baukapo Karl Wagner zugewiesen wurde und später als Funktionshäftling unter Revierkapo Josef Heiden als Häftlingspfleger arbeiten musste. Im Mai 1941 wurde Oesterle mit etwa 120 weiteren KZ-Häftlingen unter Kommando des Dachauer SS-Hauptscharführers Josef Seuß in das Dachauer Außenkommando Radolfzell überstellt, von wo ihm am 15. November 1943 gemeinsam mit einem tschechischen Mithäftling mit einem Faltboot die Flucht über den Untersee in die Schweiz gelang.
In der Schweiz begann Oesterle eine bildhauerische Ausbildung bei dem im Exil lebenden österreichischen Bildhauer Fritz Wotruba, der in Zug sein Atelier hatte. In dieser Zeit lernte Oesterle auch die Exilschauspieler Robert Freitag, dessen Frau Maria Becker und deren Mutter Maria Fein am Schauspielhaus Zürich kennen, mit denen ihn eine lebenslange Freundschaft verbinden sollte. Im Jahr 1945 bekam Oesterle ein Stipendium der Evangelischen Flüchtlingshilfe an der Kunstgewerbeschule Zürich und nahm Unterricht bei dem Bildhauerei Ernst Gubler. Oesterle arbeitete im Anschluss einige Jahre mit dem Zürcher Bildhauer Otto Müller zusammen, mit dem er sein Atelier teilte. Freundschaft mit Max Frisch. 1952 Rückkehr nach Deutschland, zunächst nach München, später nach Berlin. 
1956 wanderte Oesterle nach Kanada aus. Von 1963 bis 1987 lehrte er Bildhauerei am Ontario College of Art & Design in Toronto. 1990 erschien mit dem preisgekrönten Jugendroman Glücksvogel. Leos Geschichte von Sigbert E. Kluwe eine literarische Biografie Oesterles. Anlässlich einer Retrospektive in Bietigheim-Bissingen 1991 besuchte Oesterle nach langer Zeit wieder seine Geburtsstadt, der er 1996 Skulpturen und Arbeiten auf Papier als Schenkung überließ. Oesterle war Mitglied der Royal Canadian Academy of Arts, die 1992 eine Ausstellung mit Oesterles Skulpturen in Toronto zeigte. Oesterle war 2005 letztmals in Deutschland: anlässlich seines 90. Geburtstags zeigte die Städtische Galerie Bietigheim-Bissingen eine Retrospektive seines bildhauerischen Werkes. Oesterle starb am 7. November 2009 in Toronto und wurde auf dem Städtischen Friedhof Stubenrauchstraße in Berlin-Friedenau beigesetzt. Im Jahr 2016 wurde eine Straße in einem Neubaugebiet im Norden der Stadt Radolfzell nach Leonhard Oesterle benannt.

## Werk

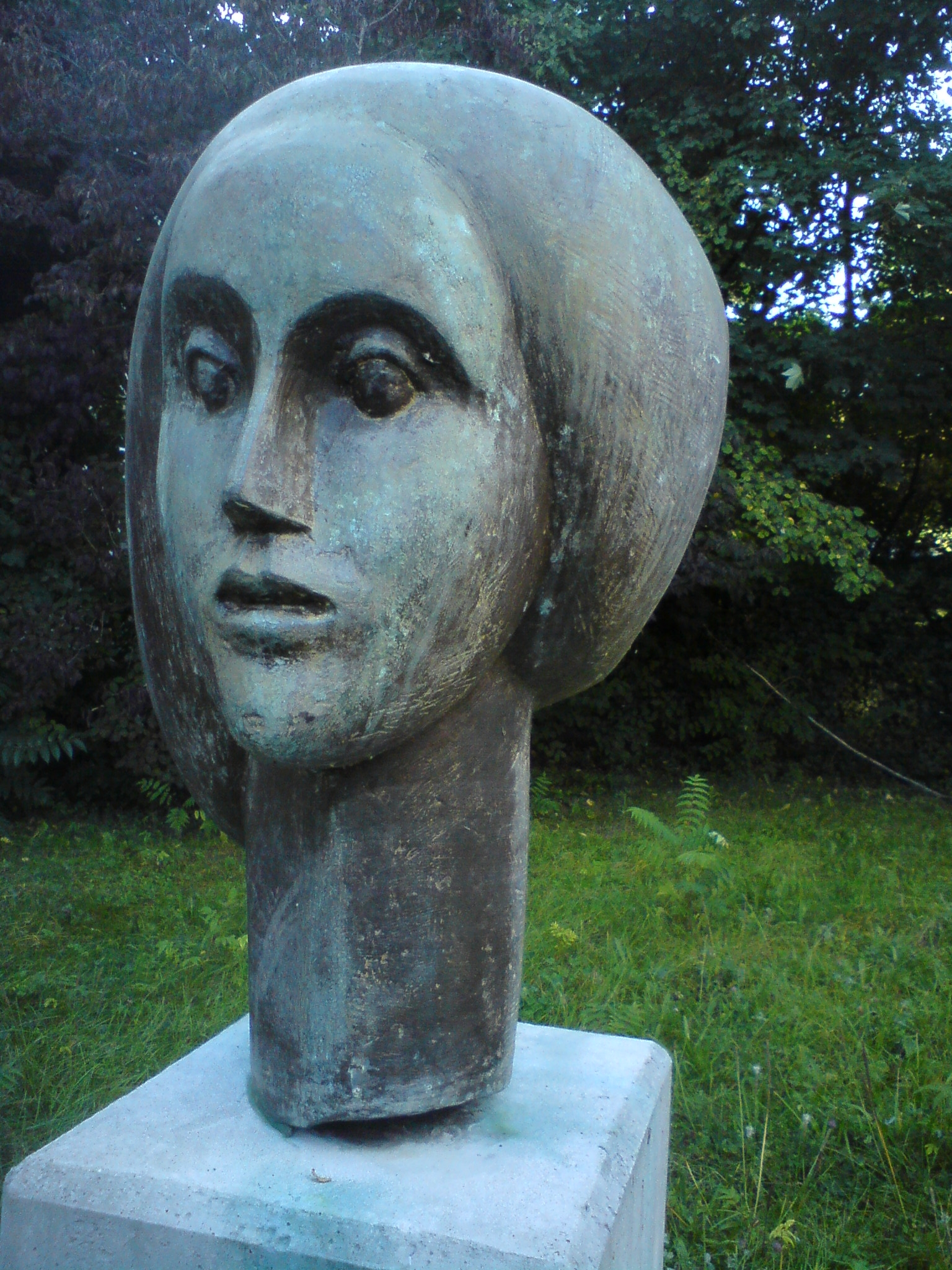
Leonhard Oesterle: „Frauenkopf“, Bronze-Skulptur, Garten der Villa Bosch, Radolfzell

Oesterles Skulpturen in Metall und Stein entwickelten sich ausgehend von der klassisch orientierten figürlichen Plastik-Tradition der Schweiz. Bis auf eine kurze abstrakte Phase galt Oesterles Interesse dabei vor allem der menschlichen Figur. Seine Arbeiten zeigen zum einen schlanke, weibliche Figurinen, die in ihrer Oberflächenbeschaffenheit ihre Aufbauarbeit mit Wachs deutlich machen; zum anderen sind es Figuren mit rund schwellenden, voluminösen Gliedmaßen, die Einflüsse von Pablo Picasso, Jacques Lipchitz und Henry Moore, aber auch der Kunst der Naturvölker erkennen lassen. Die biographische Erfahrung seiner jahrelang erlittenen Haft wurde von Oesterle künstlerisch ganz bewusst ausgespart. Sein Werk befindet sich in öffentlichen und privaten Sammlungen in den USA, Kanada und in Europa. In Bietigheim ist es mit mehreren Skulpturen im öffentlichen Raum der Stadt vertreten. Ein bedeutender Teil des künstlerischen und handschriftlichen Nachlasses Oesterles kam 2016 als Schenkung der Erben an die Städtische Galerie Bietigheim-Bissingen.

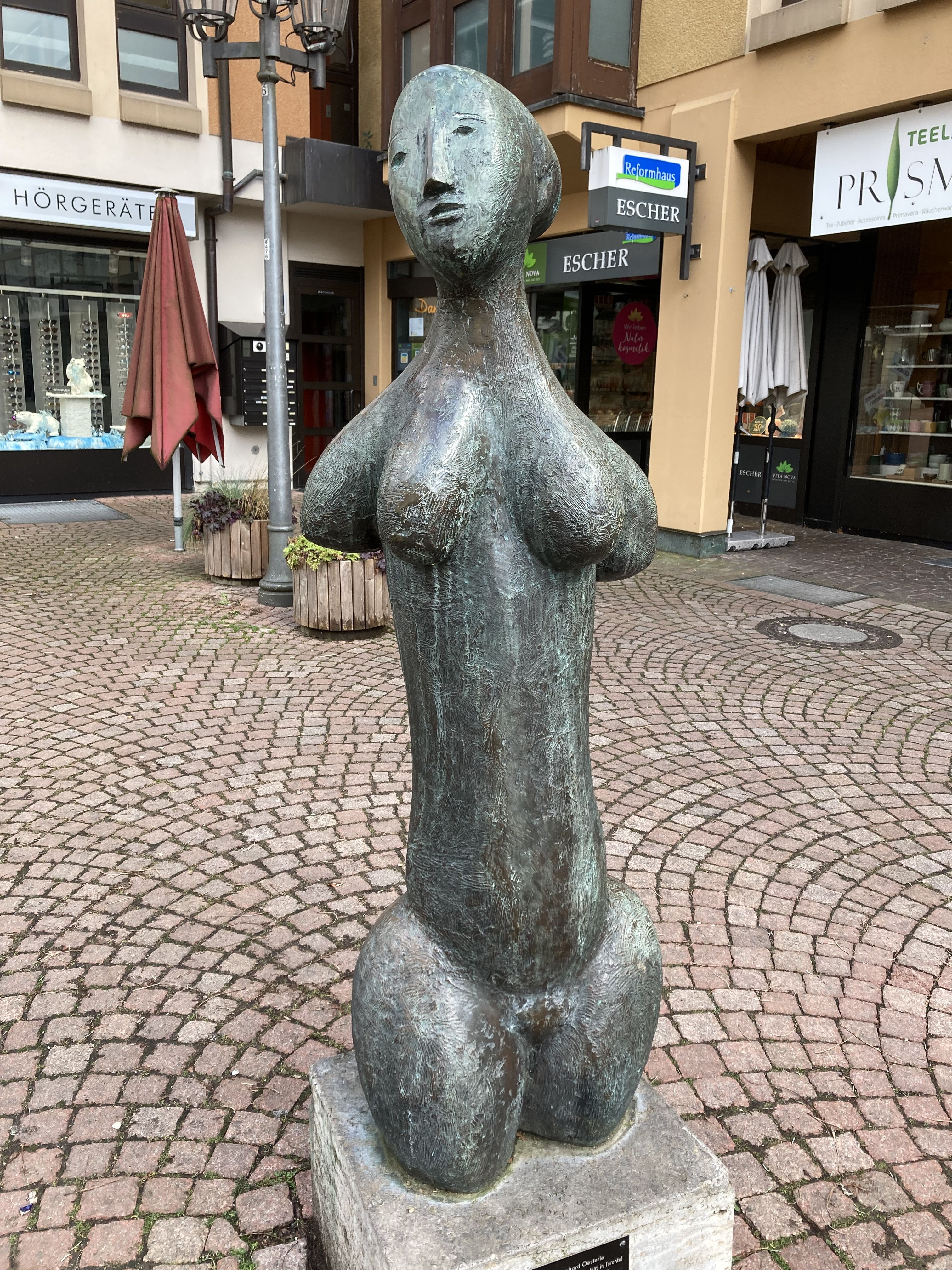
Weiblicher Torso (1957)